# The Penalty (curtmetratge de 1915)
The Penalty és un curtmetratge de Ray Myers.

## Altres crèdits
- Color: blanc i negre
- So: muda